# Charlie Hough
Charlie Oliver Hough (né le 5 janvier 1948 à Honolulu, Hawaii, États-Unis) est un lanceur droitier de baseball ayant évolué dans les Ligues majeures de 1970 à 1994. Ce lanceur de balle papillon a passé plus d'une décennie avec les Rangers du Texas, qu'il a représenté une fois au match des étoiles, et réussi 2362 retraits sur des prises dans sa carrière de 25 saisons qui a pris fin alors qu'il était âgé de 46 ans.
Il détient plusieurs records d'équipe des Rangers du Texas et a effectué le premier lancer et remporté la première victoire de la franchise des Marlins de Miami en 1993.

## Carrière

### Dodgers de Los Angeles
Charlie Hough est un choix de huitième ronde des Dodgers de Los Angeles en 1966. Il fait ses débuts dans le baseball majeur avec cette équipe le 12 août 1970. C'est en 1973 qu'il devient un membre important du groupe de lanceurs de relève des Dodgers. Il ne présente jamais une moyenne de points mérités plus élevée que 3,75 en une année au poste de releveur. En 1973, sa moyenne est à 2,76 en 71 manches et deux tiers lancées, avec 70 retraits sur des prises. En 1975, il maintient une moyenne de 2,95. La saison 1976 le voit accumuler un total élevé de 142 manches et deux tiers lancées en relève : il abaisse sa moyenne de points mérités à 2,21 en 77 présences au monticule, avec 12 victoires et 18 sauvetages. En 1977, il réussit 105 retraits sur des prises en 127 manches et un tiers lancées lors de 69 matchs en relève et un comme lanceur partant, avec 22 sauvetages. 
Hough accompagne trois fois les Dodgers en Série mondiale, mais chaque finale se solde par une défaite de l'équipe : contre les Athletics d'Oakland en 1974 puis face aux Yankees de New York en 1977 et 1978. En octobre 1977, il est l'un des trois lanceurs à accorder un coup de circuit à Reggie Jackson des Yankees dans le sixième match de la Série mondiale, un claque en solo qui est le seul point qu'il accorde dans cette finale. Hough dispute 8 parties de séries éliminatoires avec les Dodgers, pour une moyenne de points mérités de 4,82 en 18 manches et deux tiers lancées. Il n'atteint les éliminatoires avec aucune autre équipe au cours de sa carrière.
En 1979, les Dodgers l'utilisent comme lanceur partant dans 14 parties et il ajoute 28 présences en relève, mais sa moyenne de points mérités est élevée : 4,76.  De retour dans l'enclos de relève, il se montre chancelant en 1980 et le 11 juillet son contrat est racheté par les Rangers du Texas. Hough quitte Los Angeles après y avoir joué 401 parties. Sa fiche avec les Dodgers est de 47 victoires, 46 défaites, 60 sauvetages, 536 retraits sur des prises en 799 manches et deux tiers lancées avec une moyenne de 3,50 points mérités accordés par partie.

### Rangers du Texas
Après une bonne première saison en relève pour les Rangers du Texas en 1981, Charlie Hough devient lanceur partant dès 1982. Il devient l'un des piliers de la rotation des Rangers pour une décennie, sa balle papillon lui permettant, comme c'est souvent le cas, de jouer une longue carrière et d'accumuler un impressionnant total de manches au monticule. Il lance plus de 200 manches au cours de 8 saisons avec Texas, dont un sommet dans les Ligues majeures de 285 manches et un tiers en 1987. Il franchit les 200 manches chaque année de 1982 à 1988, puis une fois de plus en 1990. Il mène la Ligue américaine pour les départs avec 36 en 1984, mène le baseball majeur pour les départs avec 40 en 1987, et lance au moins 10 matchs complets au cours de 6 saisons. Il domine tous les lanceurs des majeures avec 17 parties complètes en 1984. 
En 1986, il honore sa seule sélection au match des étoiles. En 1987, son sommet personnel de 223 retraits sur de prises est le quatrième plus haut total parmi les lanceurs de la Ligue américaine. 
Il gagne au moins 10 matchs chaque année pour les Rangers de 1982 à 1990, dont un record personnel de 18 en 1987. Il quitte Texas après 11 années et 344 parties jouées. Il remporte 139 victoires contre 123 défaites pour les Rangers, avec 98 matchs complets, 11 blanchissages, 1452 retraits sur des prises et une moyenne de points mérités de 3,68 en 2308 manches lancées. Il est 6 fois le lanceur partant des Rangers au match d'ouverture, un record de franchise : en 1982, 1984, 1985, 1987, 1988 et 1989. Il est le meneur de l'histoire des Rangers pour les victoires avec 139 en carrière dans cet uniforme, soit six de plus que Kenny Rogers. Il est premier de la franchise pour les retraits sur des prises (1452) avec 47 de plus que Bobby Witt. Il est le Ranger ayant effectué le plus de départs (313) et lancé le plus de manches (2308). Le 15 août 1989, il lance sa 91e partie complète avec les Rangers, pour battre le record de franchise de Ferguson Jenkins et détient toujours en date de 2012 la marque d'équipe de 98. Hough a porté le numéro d'uniforme 49 avec Texas.

### White Sox de Chicago
Devenu agent libre, Hough rejoint les White Sox de Chicago pour les saisons 1991 et 1992. Frôlant les 200 manches au monticule, le droitier présente des dossiers victoires-défaites perdants chaque fois avec des moyennes de points mérités autour de 4,00.

### Marlins de la Floride
De nouveau agent libre, Charlie Hough est mis sous contrat par les Marlins de la Floride et est le lanceur partant du club lors de la première partie de l'histoire de la franchise le 5 avril 1993 à Miami face à sa première équipe, les Dodgers de Los Angeles. Il effectue le premier lancer de l'histoire de l'équipe et retire sur trois prises consécutives le premier frappeur adverse, José Offerman. Les Marlins l'emportent 6-3 et Hough reçoit la décision gagnante pour cette première victoire historique.
Il se retire en 1994 après avoir joué ses deux dernières saisons en carrière pour le club de Floride.

### Palmarès
À son dernier match en 1994, Charlie Hough est âgé de 46 ans et est le dernier lanceur actif des Ligues majeures à être né dans les années 1940. En 25 saisons, il a joué 858 parties dont 440 comme lanceur partant et 418 comme releveur. Il compte 216 victoires et autant de défaites, 107 matchs complets, 13 blanchissages, 61 sauvetages, 2362 retraits sur des prises et sa moyenne de points mérités se chiffre à 3,75 en 3801 manches et un tiers lancées.

## Après-carrière
En 1998, Charlie Hough est nommé instructeur des lanceurs des Dodgers de Los Angeles. En mai 1999, au milieu d'une mauvaise séquence de l'équipe, les Dodgers le congédient.
En décembre 2000, Hough est nommé instructeur des lanceurs des Mets de New York pour la saison 2001. Il quitte l'équipe après la saison 2002 lorsque le manager Bobby Valentine est congédié.
Hough retourne par la suite dans l'organisation des Dodgers comme instructeur des lanceurs en ligues mineures. En 2012, il travaille toujours en ligues mineures comme conseiller au développement des jeunes joueurs.